# A Pál utcai fiúk (musical)
A Pál utcai fiúk, Molnár Ferenc azonos című ifjúsági regénye alapján, Dés László - Geszti Péter és Grecsó Krisztián által írt musical. Az ősbemutatójára 2016. november 5-én került sor a Vígszínházban Marton László rendezésében, ahol azóta töretlen sikerrel játsszák. A rendező munkáját dramaturgként Radnóti Zsuzsa, koreográfusként, Horváth Csaba segítette. A mű két fiúcsapat küzdelmét mutatja be egy játszóhelyért, a grundért.

## Az ősbemutató
A zenés játék ötlete a 2005-ös A Nagy Könyv című műsor után született, ami egy BBC-licensz alapján arra vállalkozott, hogy kiderítse, mi Magyarország kedvenc regénye. Geszti Péter ebben műsorvezető-szerkesztőként működött közre. Ő az A Pál utcai fiúkat választotta és Török Ferenc filmrendezővel dobogós kisfilmet készítettek belőle. Amikor elkezdett utánajárni, hogyan lehetne megszerezni a mű jogait, kiderült, hogy a Molnár-jogutódok kilencen vannak, és több kontinensen laknak. 2014-ben történt áttörés, amikor Lukin Ágnessel, az egyik jogörökössel tudtak már tárgyalni arról, milyen feltételek között lehetne a regényből egy zenés színpadi adaptációt készíteni. Geszti Péter megkereste Dés Lászlót, majd együtt kérték fel Marton Lászlót valamint Grecsó Krisztiánt. Az elkövetkező három évben vonták be a stábba Horváth Csabát és Radnóti Zsuzsát is. A szöveghez felhasználták Török Sándor átdolgozásának néhány elemét is. Az elkészült darab „nem követi a musical hagyományos, meglehetősen édeskés és gyakran őszintétlen világát”, hanem a szerzőpáros korábbi zenés játéka, A dzsungel könyve eredetiségét viszi tovább. Mivel az alapmű írója a Vígszínház házi szerzője volt, egyértelműnek érezték, hogy a darabnak ott az „otthona”.
Az adaptáció ősbemutatója 2016. november 5-én volt.

### Szereplők
A zenés darabban – Molnár Ferenc regényétől eltérően – Rácz tanár úr és Janó kivételével csak diákok szerepelnek. A zenés játékban nincs női szereplő színen, de a regény többi szereplője közül is akadnak olyanok, akik ebben a feldolgozásban nem jelennek meg pl. Nemecsek szülei.
Az ősbemutató szereplői főként a Vígszínház ifjú tagjai voltak, de akadtak közöttük egyetemi hallgatók is. Mellék- és kisebb szerepeket a Nemes Nagy Ágnes Művészeti Szakgimnázium színész- és táncos képzésének tanulói is kaptak.
| Szereplő            | Eredeti szereposztás | Aktuális szereposztás (2025/2026)                           | További szereplők, akik játszották a szerepet |
| ------------------- | -------------------- | ----------------------------------------------------------- | --------------------------------------------- |
| Rácz Tanár Úr       | Fesztbaum Béla       | Fesztbaum Béla / Seress Zoltán                              |                                               |
| Boka                | Wunderlich József    | Wunderlich József / Medveczky Balázs / Ertl Zsombor         | Sándor Péter                                  |
| Nemecsek            | Vecsei H. Miklós     | Dino Benjamin / Kerek Dávid                                 |                                               |
| Geréb               | Csapó Attila         | Csapó Attila / Juhász Bence                                 |                                               |
| Csónakos            | Király Dániel        | Gyöngyösi Zoltán / Csiby Gergely / Liber Ágoston            | Darvasi Áron, Rábaközi Gergő                  |
| Kolnay              | Tóth András          | Tóth András / Turi Péter / Molnár András                    |                                               |
| Barabás             | Zoltán Áron          | Zoltán Áron / Krasznai Vilmos                               |                                               |
| Weisz               | Szántó Balázs        | Szántó Balázs / Varga Szabolcs                              |                                               |
| Richter             | Csiby Gergely        | Csiby Gergely / Nyomárkay Zsigmond / Steenhuis Raul         | Kurely László                                 |
| Csele               | Medveczky Balázs     | Csiby Gergely / Reider Péter / Medveczky Balázs             |                                               |
| Leszik              | Kovács Olivér        | Kovács Olivér / Fülöp Kristóf                               |                                               |
| Áts Feri            | Józan László         | Józan László / Brasch Bence / Ember Márk / Horváth Szabolcs |                                               |
| Az idősebb Pásztor  | Ember Márk           | Bölkény Balázs / Laczkó Bálint                              | Ertl Zsombor, Tóth Dominik                    |
| A fiatalabb Pásztor | Nádas Gábor Dávid    | Nádas Gábor Dávid / Kövesi Zsombor                          | Tóth Dominik                                  |
| Szebenics           | Tóth Máté            | Virág Péter                                                 | Tóth Máté                                     |
| Janó, a grund őre   | Gados Béla           | Gados Béla / Borbiczki Ferenc                               |                                               |
| Kiss                | Takács Zalán         | Takács Zalán                                                |                                               |

#### További szereplők, táncosok
Balogh Csongor, Birta Márton, Kóbor Balázs, Kurucz Ádám, Miskolczi Renátó, Nánási Attila, Aranyi András Csaba,  Károlyi Krisztián, Rábavölgyi Tamás, Szabó Mátyás Péter,  Szakács Richárd, Takács Zalán, Virág Péter, Viola Péter, György László, Lugosi Fábián, Kopácsi Attila, Bálint Barna, Perjési Patrik, Reiszner Dárió

### Alkotók
Rendező: Marton László
Koreográfus: Horváth Csaba
Díszlet: Khell Csörsz       
Jelmez: Benedek Mari
Kreatív munkatárs: Dés András           
Dramaturg: Radnóti Zsuzsa
Ügyelő: Wiesmeyer Erik, Kuti László, Mucsi Zoltán 
Hang: Sós Márton   
Világítástervező: Madarász János
Súgó: Kertes Zsuzsa             
Szcenikus: Krisztiáni István 
A rendező munkatársa: Várnai Ildikó
Mozgásmester: Rujsz Edit
A koreográfus munkatársa: Horkay Barnabás
Zenei munkatárs: Komlósi Zsuzsa, Gebora György

## Zene
A zenét Dés László, a dalszövegeket Geszti Péter írta, míg a librettó Grecsó Krisztián nevéhez fűződik.
A Vígszínház zenés játékának dalaiból, az eredeti szereposztás színészeinek előadásában 2016. november 5-én, a Tom-Tom Records kiadásában megjelent CD 2017 márciusában aranylemezt kapott, a Mi vagyunk a Grund! című dal klipje pedig 24-én este debütált az rtl.hu-n.
Az ősbemutató darab sikerén felbuzdulva, amit addigra a Vígszínházban több mint 65 ezren néztek meg, az alapító, Fesztbaum Béla (az előadásbeli szerepe szerint Rácz tanár úr) elmondása szerint, hogy folytatása legyen az „érzésnek, ami a színpad és a nézőtér között az előadás végére kialakul”, 2017. május 1-jén megalakult az A Grund – vígszínházi fiúzenekar.

### Dalok listája
Az összes dalszöveg szerzője Geszti Péter; az összes szám szerzője Dés László.
| #   | Cím                                               | Hossz |
| --- | ------------------------------------------------- | ----- |
| 1.  | Add át! (Nyitány)                                 | 5:18  |
| 2.  | Einstand, tesó! (a Pásztorok dala)                | 2:42  |
| 3.  | Ilyen van?! (az elképedés dala)                   | 2:40  |
| 4.  | Éljen a Grund! (a Pál utcai fiúk indulója)        | 2:47  |
| 5.  | Mindenki rágja (a Gittegylet dala)                | 3:26  |
| 6.  | Felveszem a vörös ingem (a Vörösingesek indulója) | 2:19  |
| 7.  | Igen, jó volt! (Nemecsek dala)                    | 3:38  |
| 8.  | Testvérben az erő (az új rend dala)               | 2:02  |
| 9.  | Mortusz Gittusz (az örökös vita dala)             | 3:20  |
| 10. | Az ember eltéved (Geréb vs. Boka)                 | 4:37  |
| 11. | Suttogják a fák (a lázas Nemecsek és Boka)        | 4:22  |
| 12. | Szólít egy hang (Nemecsek és Boka dala)           | 4:30  |
| 13. | Mi vagyunk a Grund! (fogadalmi dal)               | 3:44  |

## További magyar bemutatók
|                   | Pannon Várszínház | Vörösmarty Színház            | Csokonai Színház                              | Weöres Sándor Színház                                    | Kvártélyház Szabadtéri Színház                       |
| ----------------- | --- | ----------------------------- | --------------------------------------------- | -------------------------------------------------------- | ---------------------------------------------------- |
| Helyszín          | Hangvilla, Veszprém | Székesfehérvár                | Debrecen                                      | Szombathely                                              |                                                      |
| Rendező           | Vándorfi László | Keszég László                 | Keszég László                                 | Réthly Attila                                            | Tompagábor Kornél                                    |
| Bemutató dátuma   | 2017. április 8. | 2017. szeptember 16.          | 2019. október 19.                             | 2020. október 9.                                         |                                                      |
| Díszlettervező    | Vándorfi László | Árvai György                  | Árvai György                                  | Takács Lilla                                             |                                                      |
| Jelmeztervező     | Justin Júlia | Szűcs Edit                    | Szűcs Edit                                    | Velich Rita                                              |                                                      |
| Koreográfus       | Krámer György | Gergye Krisztián              | Gergye Krisztián                              | Kováts Gergely Csanád                                    |                                                      |
| Szereposztás      | |                               |                                               |                                                          |                                                      |
| Rácz Tanár Úr     | Zayzon Csaba | Sághy Tamás                   | Csikos Sándor                                 | Orosz Róbert                                             | H. Horváth Gyula                                     |
| Boka              | Szelle Dávid | Fekete Gábor                  | Pásztor Ádám / Kádár Szabolcs János           | Jámbor Nándor                                            | Balaskó Bence                                        |
| Nemecsek Ernő     | Szente Árpád Csaba / Havasi Tamás | Hajdu Péter                   | Bodnár Erik / Papp Csaba / Hajós Szilárd      | Hajdu Péter István / Csákvári Krisztián                  | Várhelyi Áron / Hertelendy Mór / Szentgyörgyi Dániel |
| Geréb             | Németh Ádám | Brasch Bence                  | Gábor Márkó / Lehotai Miksa                   | Börcsök Olivér / Sipos László Márk / Mechle Christian    | Mechle Christian / Várhelyi Áron                     |
| Csónakos          | Hédl-Szabó Dániel / Guba Ákos | Kator Bálint / Csabai Csongor | Ruff Roland / Magyar Vazul                    | Hajdu Tamás Miklós                                       | Hajdú Csaba / Bolla Dávid                            |
| Csele             | Budai Márton Zoltán / Csabai Pál / Göndör Dávid / Szente Árpád Csaba                                                                                            | Kapácsi Attila                | Dobai Attila / Boza Bence                     | Csákvári Krisztián / Hajdu Péter István / Kuttner Bálint | Urszinyi Ádám / Tánczos Kristóf                      |
| Kolnay            | Molnár Ervin / Z. Kovács Gábor / Pintér Zoltán Dániel | Jenővári Miklós               | Csata Zsolt / Gáll Levente                    | Sipos László Márk / Börcsök Olivér                       | D. Varga Ádám                                        |
| Barabás           | Ruff Roland | Hunyadi Máté                  | Hajós Szilárd / Mucsi Kristóf                 | Bánki Mihály / Béres Bence                               | Kovács Martin                                        |
| Weisz             | Budai Márton Zoltán / Z. Kovács Gábor / Boda Péter | Bittner Dániel                | Papp Csaba / Bodnár Erik / Balogh Benjamin    | Tegyi Kornél / László Gáspár                             | Cseh Richárd                                         |
| Richter           | Farkas-Csányi Attila / Z. Kovács Gábor / Boda Péter | Pécz Roland                   | Gőz Márton András / Labanc Dániel             | Tóth Artúr                                               | Tóth Marcell                                         |
| Gruber            | |                               |                                               | Nagy Gergely / Orosz Márton                              |                                                      |
| Leszik            | Kiss Máté / Boda Péter / Guba Ákos | Csókás Nándor                 | Oláh Béla / Bolla Bence                       | Orosz Márton / Nagy Gergely                              | Bolla Dávid / Nagy Ferenc                            |
| Áts Feri          | Kátai Norbert | Imre Krisztián                | Szőke Olivér / Szelle Szilárd                 | Hajmási Dávid / Gyulai-Zékány István                     | Kósa Ruben / Ticz András                             |
| Idősebb Pásztor   | Keresztesi László / Lenchés Márton | Kurucz Dániel                 | Lehotai Miksa / Puskás Dániel                 | Balogh János                                             | Góg Tamás                                            |
| Fiatalabb Pásztor | Lenchés Márton / Hédl-Szabó Dániel / Csabai Pál / Pásztor Richárd                                                                                               | Oszvald Balázs                | Balogh Benjamin / Veress György               | Béres Bence / Bánki Mihály / Szécsi Bence                | Komlódy Márk                                         |
| Szebenics         | Z. Kovács Gábor / Burián András / Guba Ákos / Szabó Lajos / Pintér Zoltán Dániel                                                                                | Árgyelán Ádám                 | Veress György / Balogh Benjamin / Bolla Bence | Szenkovits Buda                                          | Herold Levente                                       |
| Janó              | Zayzon Csaba | Juhász Illés                  | Steuer Tibor                                  | Szabó Róbert Endre                                       | Hertelendy Attila                                    |
| Vörösingesek      | Schvéder Levente, Pásztor Richárd, Patkó Ádám, Szabó Lajos, Guba Ákos, Burián András, Nagy Bulcsú, Pintér Zoltán Dániel, Csabai Pál, Kuti Gergely, Perger Titán |                               |                                               |                                                          |                                                      |

## Más zenés feldolgozások
1929-ben majdnem Lehár Ferenc zenésítette meg, de Molnár, jóllehet megígérte, hogy a nyár elejére elkészíti neki a regény operettszövegét, a szövegkönyvből egy sort sem küldött el, így helyette az A mosoly országa készült el.
1946-ban a Fővárosi Operettszínháznak Hevesi Sándor színmű-adaptációjából Palotay István készített zenei átiratot, a felújítást F. Lakner Lívia rendezte.
Miskolcon 2011. május 12-én a Miskolci Musical- és dalszínház társulata mutatta be a Kriston Milán rendezte és Szaxon Csaba miskolci zeneszerző által írt A Pál utcai fiúk című zenés átiratot. Ősbemutató kétezres évek eleje Pécsi Sándor Guruló Szînhàz Rendező Kriston Ákos
2013-ban Szinovál Gyula rendező és Baka Gábor zeneszerző az újpesti Szép Ernő Színházzal készített ifjúsági musicalt a Molnár-regényből, bemutatója március 22-én volt az Ady Endre Művelődési Házban.